# Finn Lied
Finn Lied (Bergen, 12 aprile 1916 – 10 ottobre 2014) è stato un ufficiale e politico norvegese.

## Carriera
Studiò presso il Norwegian Technological Institute. Durante l'Invasione tedesca della Norvegia, Lied fuggì in Svezia nel 1941 e ha lavorato per un anno con la Norwegian Military Attaché a Stoccolma prima di raggiungere il Regno Unito. Dopo un corso ufficiale, è stato assunto dal dipartimento comunicazioni presso l'Alto Comando delle Forze Armate a Londra.
Lied trascorse quasi tutta la sua carriera professionale presso la Norwegian Defence Research Establishment (FFI) (1946-1983). Lied è stato un politico del Partito laburista e ministro dell'Industria durante il governo di Trygve Bratteli (17 marzo 1971-18 ottobre 1972). 
Lied è stato la forza trainante per la creazione della compagnia petrolifera statale Statoil nel 1972, dove il suo sottosegretario Arve Johnsen è stato il primo direttore generale. Lied è stato il presidente della Statoil (1974-1984).